# Ressò mediàtic internacional de la manifestació «Catalunya, nou estat d'Europa»

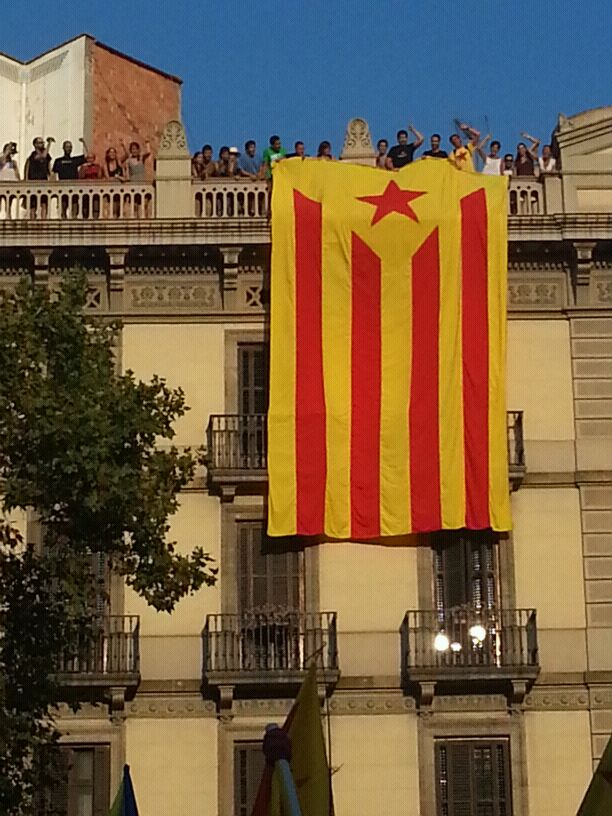
Estelada desplegada a la Gran Via

Respecte de la manifestació «Catalunya, nou estat d'Europa», el columnista David Gardner escrivia en el diari britànic Financial Times que "la marxa de la Diada serà multitudinària i massivament independentista". Ho feia sota el títol de El separatisme amenaça el futur d'Espanya. Gardner afirma que "Madrid està caminant somnàmbul cap a una crisi constitucional que pot conduir a la ruptura d'Espanya". També reconeix que Catalunya transfereix 10 vegades més a Espanya que el País Basc. El columnista prediu que el futur de Catalunya podria decidir-se fins i tot abans del referèndum d'Independència d'Escòcia, previst per la tardor del 2014. Segons Gardner, Mariano Rajoy està "ideològicament oposat a qualsevol extensió del federalisme fiscal" i que els executius del PP "evidentment vol utilitzar la crisi no només per reduir l'estat, sinó per recentralitzar-lo". El periodista conclou que "per mantenir els catalans dins d'Espanya, Madrid hauria d'oferir-los un pacte similar al basc. Però això sembla molt improbable".
En total, vint corresponsals dels mitjans internacionals van assistir a la manifestació, que va ser difosa en molts mitjans de comunicació a tot el món, ja fos via agència o via notícia pròpia. Les cròniques van des de la narració generalista fins al més petit dels detalls, inclosa —com fa, per exemple, la crònica d'agències recollida per l'australiana World News— la traducció en anglès del càntic popularitzat durant la marxa, "Què vol aquesta tropa? Un nou estat d'Europa! Què vol aquesta gent? Catalunya independent!": "What do the crowds want? A new European state. What do the people want? An independent Catalonia,". El diari belga francòfon Le Soir en publicà la traducció en francès: "Que veut cette foule? Un nouvel Etat d'Europe. Que veulent ces gens? Une Catalogne indépendante".
La informació sobre la manifestació tardà molt per a ser comentada i a l'inici es feren judicis falsos sobre la participació i també sobre el motiu a molts diaris i agències de premsa com ho comentà Miquel Strubell al seu bloc Fins i tot després d'algunes rectificacions ulteriors alguns titulars com el del Time presenten l'esdeveniment esbiaixadament com un acte a favor del pacte fiscal i no de la independència.
El Telediario 2, del vespre, de La 1 de Televisió Espanyola va voler difuminar la informació amagant-la entre altres notícies, sent el cinquè titular del sumari i la dotzena notícia de l'escaleta, després de vint-i-un minuts de programa, cosa que va merèixer les crítiques dels seus companys periodistes, incluint un article de Le Monde. L'endemà Televisió Espanyola va admetre que va ser «un error».
A continuació, un recull de les notícies publicades a nivell internacional:

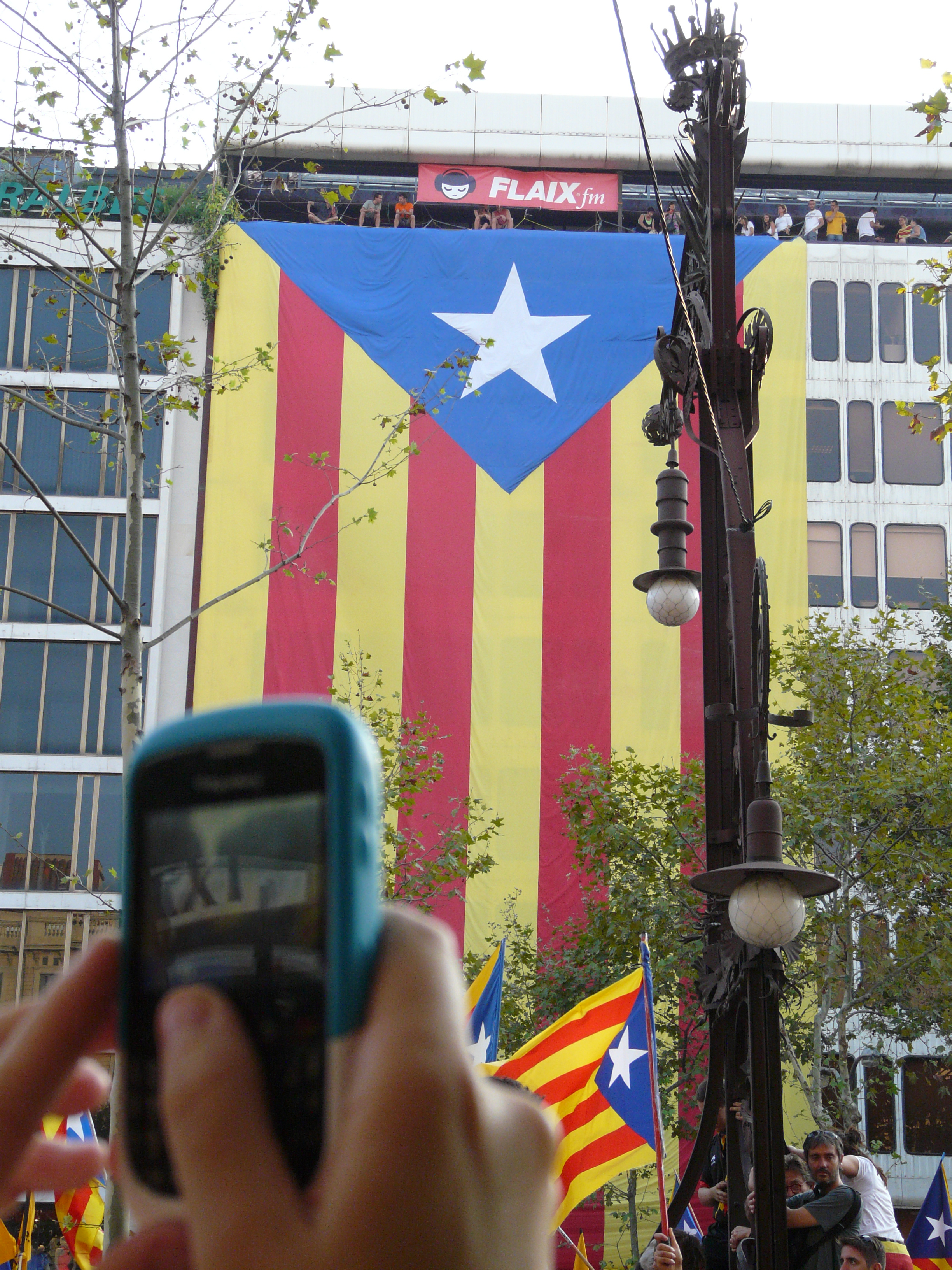
Estelada penjada entre els carrers Mallorca i València, al Passeig de Gràcia

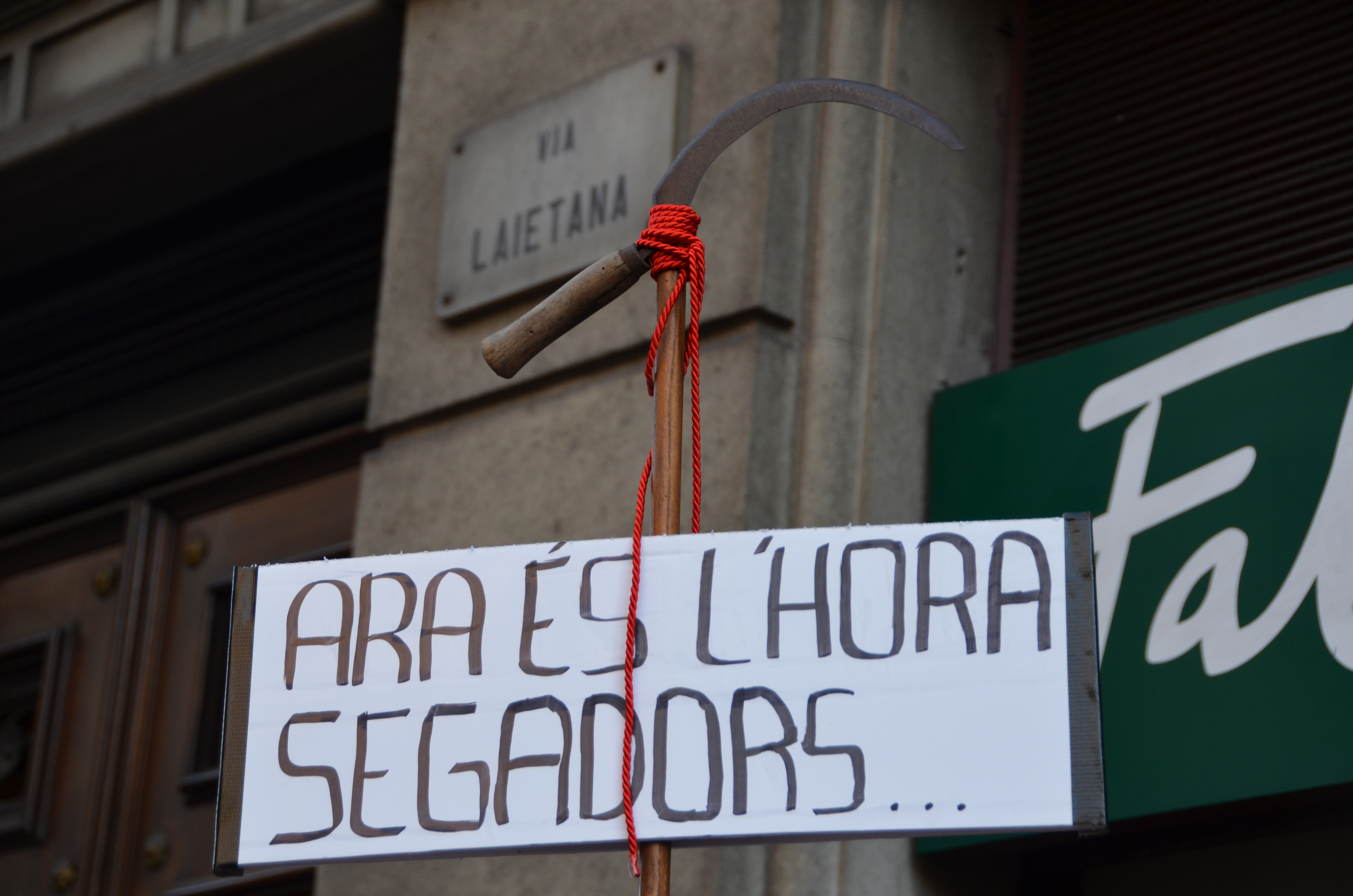
Ara és l'hora segadors...

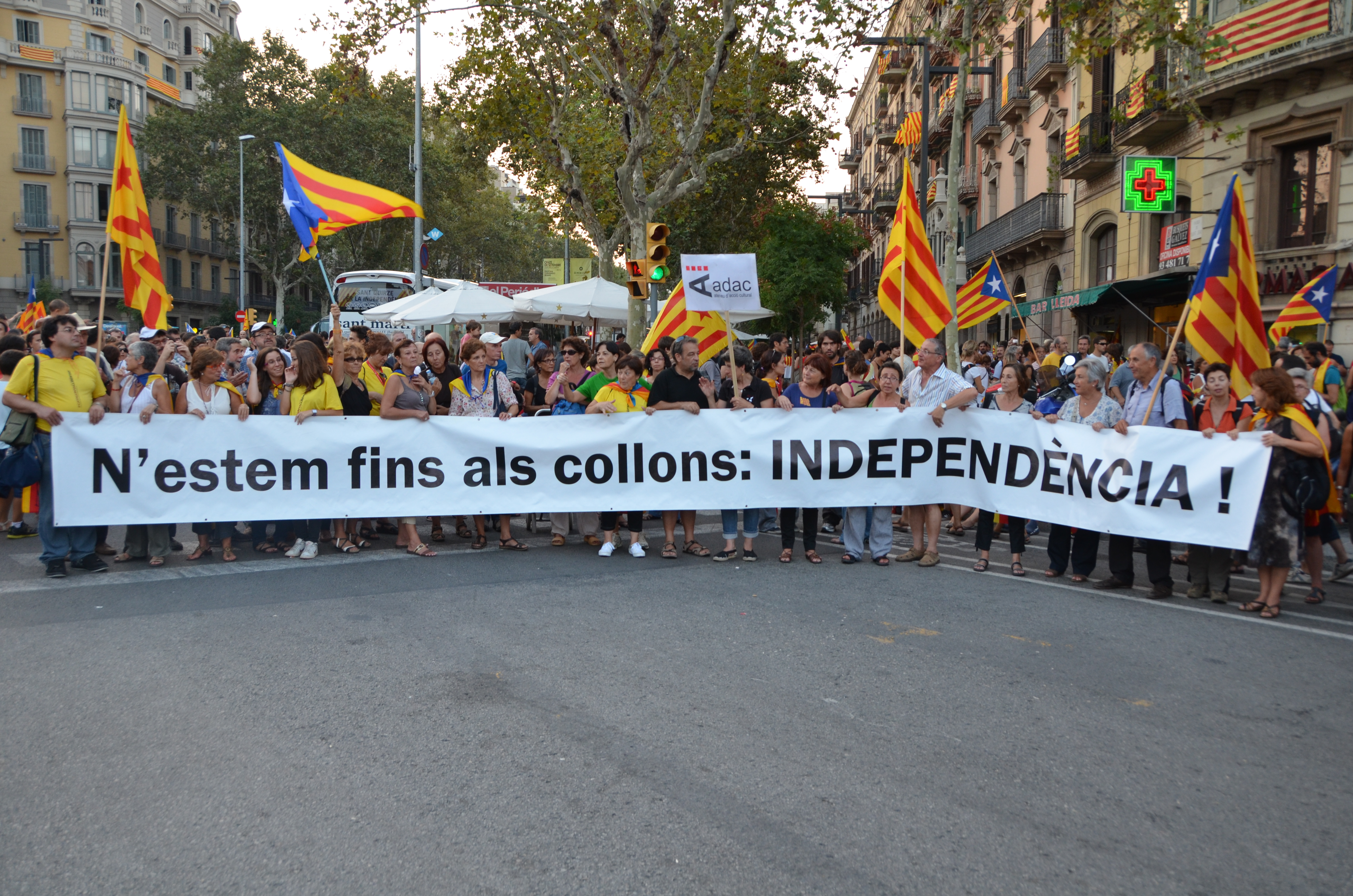
Una de les pancartes més clares

## Amèrica
- Canadà - The Globe And Mail: Vast crowds demand Catalan autonomy from crisis-hit Spain[6]
- Quebec - La Presse: Un million et demi de Catalans réclament l'indépendance[7]
- Quebec - Le Devoir: Les Catalans dans la rue[8]
- Estats Units - The New York Times: Protest Rally in Catalonia Adds a Worry for Spain[9]
- Estats Units - International Herald Tribune: Spain: Marchers Demand Independence for Catalonia, as Budget Cuts...[10]
- Estats Units - The Washington Post: Catalonia rallies for independence on ‘Catalan National Day’[11]
- Estats Units - San Francisco Chronicle: Barcelona rally for Catalonia draws 1.5M marchers[12]
- Estats Units - The Miami Herald: Massive anti-tax protest in Spain's Catalonia[13]
- Estats Units - Chicago Tribune: Spain's crisis fuels Catalan independence fervor[14]
- Estats Units - Los Angeles Daily News: Barcelona rally for Catalonia draws 1.5M marchers[15]
- Estats Units - The Kansas City Star: Massive anti-tax protest in Spain's Catalonia[16]
- Estats Units - The Seattle Times: Barcelona rally for Catalonia draws 1.5M marchers[17]
- Estats Units - CNN: Throngs push Catalan independence amid Spain's economic crisis[18]
- Estats Units - Time: Barcelona Warns Madrid: Pay Up, or Catalonia Leaves Spain[19]
- Estats Units - The Wall Street Journal: March for independence[20]
- Estats Units - Bloomberg BusinessWeek: Mas Says Catalonia May Pursue Independence Without Tax Deal[21]
- Estats Units - Yahoo! News: Vast crowds demand Catalan autonomy from crisis-hit Spain[22]
- Estats Units - NASDAQ: Catalonia takes the street claiming independence or new taxes deal[23]
- Estats Units - GlobalPost: Spain: Catalonia independence rally draws more than a million (Photos)[24]
- Estats Units - GroundReport: Spain: On Catalonia's National Day Citizens Take to the Streets and the Internet[25]
- Mèxic - El Universal: Catalanes exigen su independencia[26]
- Perú - El Comercio: España: un millón y medio de catalanes marcharon por su independencia[27]
- Brasil - O Globo: Marcha da Catalunha é considerada a maior manifestação separatista[28]
- Brasil - Folha de São Paulo: Crise econômica aumenta pressão por independência da Catalunha[29]
- Brasil - O Estado de S. Paulo: Na Espanha, milhares marcham pela independência da Catalunha[30]
- Brasil - Veja: Em Barcelona, 1,5 milhão de catalães pedem independência[31]
- Uruguai - MercoPress: Spanish bankruptcy spurs separatism: Catalonia the main tax contributor takes to the streets[32]
- Argentina - Clarín: Histórica marcha: un millón y medio de catalanes piden la independencia[33]
- Argentina - La Nación: Cataluña desafía a Rajoy con la mayor marcha independentista de su historia[34]
- Xile - La Tercera: Más de un millón de catalanes marcharon en Barcelona por la independencia[35]

## Europa
- Regne Unit - Financial Times: Crisis fuels Catalan independence push[36]
- Regne Unit - BBC News: Huge turnout for Catalan independence rally[37]
- Regne Unit - Telegraph: 1.5 million take to streets of Barcelona in support of independence[38]
- Regne Unit - The Guardian: Catalan independence rally brings Barcelona to a standstill[39]
- Escòcia - The Scotsman: Barcelona to host million-strong rally for Catalan independence[40]
- Irlanda - Irish Times: Crisis fuels Catalan independence push[41]
- Irlanda - An Phoblacht: Madrid fury as 'moderate' Catalan President calls for more freedom[42]
- Noruega - Dagbladet: En million ventes i marsj for uavhengig Katalonia[43]
- Suècia - Dagens Nyheter: Katalaner kräver egen stat[44]
- Suècia - Sveriges Radio: Tusentals katalaner protesterar i Barcelona[45]
- Suècia - Hela Gotland: Katalaner kräver egen stat[46]
- Països Baixos - De Telegraaf: Miljoen Catalanen op straat voor afscheiding[47]
- Països Baixos - Algemeen Dagblad: Miljoen Catalanen op straat voor afscheiding[48]
- Països Baixos - De Volkskrant: Miljoen Catalanen op straat voor afscheiding[49]
- Bèlgica - Le Soir: Plus d'un million de Catalans crient «Independencia» face à la crise[50]
- Bèlgica - De Tijd: Rijk Catalonië wil weg uit arm Spanje[51]
- Alemanya - Frankfurter Allgemeine Zeitung: Katalonien: In der Not für die Unabhängigkeit[52]
- Alemanya - Der Spiegel: Hunderttausende Menschen demonstrieren für Unabhängigkeit[53]
- Alemanya - Süddeutsche Zeitung: Mehr als eine Million Katalanen demonstrieren für ihre Unabhängigkeit[54]
- Alemanya - Die Welt: Großdemonstration in Barcelona für Kataloniens Unabhängigkeit[55]
- Alemanya - Die Zeit: Millionen Katalanen wollen nicht mehr für Spanien zahlen[56]
- Alemanya - Stern: Katalanen wollen nicht mehr für Madrid blechen[57]
- Àustria - Wiener Zeitung: Großdemonstration für Unabhängigkeit der Katalanen[58]
- Àustria - Der Standard: Über eine Million Katalanen demonstrierten für Unabhängigkeit[59]
- Suïssa - Tribune de Genève: Marée humaine pour une Catalogne indépendante[60]
- Suïssa - Radio Télévision Suisse (RTS): Plus d'un million d'indépendantistes dans la rue à Barcelone[61]
- França - Libération: Une marée humaine catalane crie "Independencia" face à la crise[62]
- França - Le Monde: Marée humaine pour réclamer l'indépendance de la Catalogne[63]
- França - Le Figaro: Catalogne: marée humaine pour l'indépendance[64]
- França - Le Nouvel Observateur: Marée humaine en Catalogne pour l'indépendance[65]
- França - Le Point: Espagne: un million et demi de Catalans défilent pour l'indépendance[66]
- França - La Dépêche du Midi: Barcelone. Un million de militants contre la crise[67]
- França - Midi Libre: Marée humaine à Barcelone pour l'indépendance de la Catalogne[68]
- França - FRANCE 24 (TV): Catalonian separatists stage mass protest in Barcelona[69]
- França - France Info (Radio): Plus d'un million d'indépendantistes catalans dans les rues de Barcelone[70]
- França - L'Indépendant: Le jour de la "Diada" est arrivé[71]
- País Basc - Berria: Ikaragarrizko jendetza Bartzelonan independentziaren alde[72]
- País Basc - Gara: El independentismo catalán se refuerza en una Diada histórica[73]
- País Basc - Deia: Una oleada independentista 'invade' Barcelona bajo el lema 'Cataluña, nuevo Estado de Europa'[74]
- País Basc - Diario Vasco: Una marea soberanista reclama la independencia en Barcelona[75]
- Estat Espanyol - El País: El independentismo catalán logra una histórica exhibición de fuerza[76]
- Portugal - Jornal de Notícias: Barcelona sai à rua na maior manifestação pela independência em Espanha[77]
- Portugal - Correio da Manhã: Mais de um milhão marcham pela independência da Catalunha[78]
- Portugal - Diário de Notícias: Mais de 1,5 milhões nas ruas de Barcelona[79]
- Ciutat del Vaticà - L'Osservatore Romano: Difficile negoziato tra Catalogna e Governo centrale spagnolo[80]
- Itàlia - Corriere della Sera: Marea umana a Barcellona. I catalani: «Indipendenza ora»[81]
- Itàlia - La Repubblica: A Barcellona un milione e mezzo in piazza per chiedere l'indipendenza da Madrid[82]
- Itàlia - RAI: Catalogna in piazza per l'indipendenza. E il Barça cambia maglia[83]
- Itàlia - Il Sole 24 ORE: «Catalogna indipendente», il grido in piazza di un milione e mezzo di persone a Barcellona[84]
- Itàlia - Alghero Notizie: Catalogna: Diada storica. Indipendenza vicina?[85]
- Bulgària - Dnevnik: Фотогалерия: Походът на Каталуня за независимост[86]
- Polònia - Polskie Radio: Gigantyczny wiec: Katalonia chce niepodległości[87]
- Letònia - Db: Katalonijas premjers: Eiropas Savienībai jāgatavojas valstu izjukšanai[88]
- Letònia - TVNET: Pusotrs miljons kataloniešu pieprasa neatkarību no Spānijas[89]
- Rússia - Russia Today: Over a million protesters demand Catalonian independence[90]
- Rússia - The Voice of Russia: Thousands march in Barcelona on Catalonia Day[91]

## Àsia
- Xina - China Daily: One-and-half million people protest for independence of Spanish autonomous region[92]
- Japó - Asahi Shimbun: スペインのカタルーニャ州で大規模デモ、「中央政府が富を搾取」[93]
- Pakistan - Business Recorder: Catalonia warns of 'freedom' bid without economic deal[94]

## Àfrica
- Egipte - Al-Ahram: Spain's fiscal crisis fuels Catalan independence fervour[95]
- Sud-àfrica - Independent Online (IOL): Catalans march in push for autonomy[96]

## Oceania
- Austràlia - The Australian (via The University Of Sydney): Catalonia, the next state in Europe?[97]
- Austràlia - World News: 1.5 million Catalans mass for independence in Barcelona[98]
- Austràlia - Australian Broadcasting Corporation (ABC): Huge Barcelona rally demands secession from Spain[99]
- Nova Zelanda - Radio New Zealand: Independence demanded in Barcelona[100]
- Tahití, Polinèsia Francesa - La Dépêche de Tahiti: Espagne: une marée humaine catalane crie "Independencia" face à la crise[101]

## Agències Internacionals
- Al Jazeera: Catalans rally for independence from Spain[102]
- Euronews: Economic crisis fuels Catalan desire to break away[103]
- Reuters: Spain's crisis fuels Catalan independence fervour[104]
- Associated Press: Massive anti-tax protest in Spain's Catalonia[105]
- The World (Public Radio International): Million Man March for Catalonian Independence[106]
- International Business Times: Catalans Clamor For Independence From Spain As Recession Chokes Region[107]